# Žiga Pance
Žiga Pance (Lubiana, 1º gennaio 1989) è un hockeista su ghiaccio sloveno, di ruolo attaccante, che milita nell'HK Olimpija, che milita nella Alps Hockey League, e nella Nazionale slovena.
Anche il fratello minore Eric è un giocatore di hockey su ghiaccio.

## Carriera

### Club
Pance iniziò a giocare a hockey su ghiaccio nel settore giovanile dell'Olimpija Lubiana, la più importante formazione slovena. Dopo aver esordito nel campionato sloveno fra il 2006 e il 2007 si trasferì in Nordamerica per giocare nell'Ontario Hockey League con gli Oshawa Generals.
Ritornato in patria Pance giocò per altre sei stagioni con l'Olimpija Lubiana, cinque delle quali partecipando al campionato della EBEL. Rimase a Lubiana fino all'estate del 2013 totalizzando oltre 300 presenze in prima squadra. Quello stesso anno fu ingaggiato dall'Hockey Club Bolzano, l'ultima formazione a iscriversi alla EBEL. Al termine del campionato 2013-2014 Il Bolzano conquistò il titolo della EBEL grazie a una sua rete giunta nell'overtime di Gara-5 contro il Red Bull Salisburgo.
Nel 2014 Pance rinnovò il proprio contratto per un'altra stagione. In due anni a Bolzano totalizzò 74 punti in 115 presenze oltre a una rete segnata in Champions Hockey League. Nella primavera del 2015 trovò un accordo con il Villacher SV, altra formazione della EBEL.
Rimase nel medesimo campionato anche nelle due stagioni successive: con il KAC nel 2016-2017 e con il Dornbirner EC nel 2017-2018.

### Nazionale
Dopo aver militato nelle selezioni giovanili Under-18 e Under-20 Pance nel corso della stagione 2008-09 fece il proprio esordio con la nazionale maggiore. Nel corso delle stagioni conquistò tre promozioni dalla Prima Divisione accedendo così ai mondiali di Gruppo A.
Nella primavera del 2014 partecipò al torneo olimpico di Soči 2014 disputando cinque incontri.

## Palmarès

### Club
- Campionato sloveno: 2

Olimpija Lubiana: 2011-2012, 2012-2013
- Campionato austriaco: 1

Bolzano: 2013-2014

### Nazionale
- Campionato mondiale di hockey su ghiaccio - Prima Divisione: 3

Slovenia 2010, Slovenia 2012, Corea del Sud 2014